# Camogantí
Camogantí es un corregimiento del distrito de Chepigana en la provincia de Darién, República de Panamá. La localidad tiene 282 habitantes (2010).